# Morning gate
『morning gate』（モーニング・ゲート）はcross fmが放送していたラジオ番組。放送時間は月曜-金曜7:00-10:00。放送期間は2008年10月1日から2014年3月31日。ベイサイドプレイス博多スタジオからの生放送。

## 概要
- 2008年10月の大改編によって始まった番組。
- 基本的に前番組『KYUSHU,MORNING PRESS』を踏襲。
  - 放送時間は1時間先送りとなった。
- 今のところ、局で唯一ノンジャンルのリクエストを受け付けている番組となっている。
  - 前述の大改編によって北九州スタジオからの生放送番組が激減したことによる。
  - 前番組「KYUSHU, MORNING PRESS」ではリクエストは積極的に受け付けてはいなかった。
- 番組開始時から番組内の「HEADLINE NEWS」「WEATHER INFORMATION」「DRIVE & WEATHER INFORMATION」は全てナビゲーターが読み上げている（アナウンサーの出演がない）。
- 祝日と聴取率調査週間のみ、電リクデー・電リクウィークと称してリスナーからのリクエストを大々的に募集しオンエアしている。
  - この時のみ、電話でのアクセスを募集する。
- 2010年4月から元木哲三にナビゲーターが交代した。

## ナビゲーター
- 元木哲三（2010年4月-2014年3月）この番組がcross fmでの初ナビゲート。
- ピンチヒッター
- 八木徹
- 栗田善太郎

### 過去のナビゲーター
- 後藤心平（2008年10月-2010年3月）
前番組「KYUSHU, MORNING PRESS」から引き続き担当。
大学院入学のため降板。

## 主なコーナー
※2010年3月の編成。現行のものとは異なる。
- 7:00 オープニング
- 7:01 HEAD LINE NEWS
- 7:03 WEATHER INFORMATION
- 7:10 SPORTS TIPS
  - スポーツニュースを伝える。
- 7:30 HEAD LINE NEWS
- 7:32 TRAFFIC INFORMATION
- 7:35週間企画
  - 1週間テーマを設け、関係者や専門家に電話で話を聞いたり、関連トピックスを紹介したりする。
- 7:45 HAWKS NAVI
  - スポンサーはコカ・コーラウエストジャパン（金曜）。
  - 福岡ソフトバンクホークスに関するニュース･話題を紹介。
  - 前番組「KYUSHU, MORNING PRESS」から引き続き放送。
- 8:00 TIME SIGNAL・8時台オープニング
  - TIME SIGNALのスポンサーは八ちゃん堂。
  - 挨拶のあと、後藤がトピックスを1つ紹介する。
- 8:02 DRIVE & WEATHER INFORMATION
  - スポンサーはKYOTEI。
  - 日本道路交通情報センターからの交通情報の後、後藤が天気予報を続けて伝える。
- 8:10 BBIQ Morning Business School
  - スポンサーはBBIQ。
  - 九州大学ビジネススクールの先生が社会人にも役立つ知識を紹介。
  - 後藤が聞き手をするインタビュー収録の形態。
  - 前番組『KYUSHU, MORNING PRESS』から引き続き放送。
- 8:30 HEAD LINE NEWS
  - スポンサーは福岡トヨペット。
- 8:32 WEATHER INFORMATION
- 8:33 TRAFIC INFORMATION
- 8:34 山崎隆弘事務所マネーファイト!（火曜のみ）
  - スポンサーは山崎隆弘事務所。
  - 2009年6月開始。
  - 公認会計士の山崎隆弘先生にお金にまつわる話を聞く。
- 8:34 JICA Smile of the EARTH（金曜のみ）
  - スポンサーはJICA九州。
  - 2009年8月開始。
- 9:00 TIME SIGNAL・9時台オープニング・TRAFIC INFORMATION
  - 挨拶のあと、後藤がトピックスを1つ紹介する。
- 9:10 夏子リポート
  - リポーターの夏子さんが街頭から街の話題を伝える。
  - 週間企画と合わせた内容のことが多い。
- 9:20 Catch the city kitakyushu
  - スポンサーは北九州市。
  - 北九州市のイベントなどを紹介する。
- 9:30 HEAD LINE NEWS・WEATHER INFORMATION
  - スポンサーは岩田屋。
- 9:35特撰ラジオショッピング
- 9:45 music forest
  - ノンストップミュージックゾーン。数曲を続けてオンエアする。
- 9:55 エンディング

### 番組終了以前にあったコーナー
- 海峡ライフデザイン（7:20-）
- 地球で働こう！（7:20-）
  - 青年海外協力隊に関する情報を紹介。
- スタイルアップ情報（金曜、8:30-）
  - 「CREA」編集部の人がコスメやファッションのトレンドなどを電話で紹介。

- 東田ミュージアムパーク EARTH MUSEUM（金曜、7:34-）
  - 2009年6月12日-2009年12月4日
  - 東田トモヒロが「地球に思いをはせる時間」を届ける。
- モーニングサプリ（火曜、8:20-）
  - スポンサーはアサヒフードアンドヘルスケア。
  - 元気になるトピックスを紹介。
  - 2009年4月-5月は金曜8:34-に放送し、リスナーからテーマメッセージを募集･紹介していた。